# 民办万博科技职业学院
民办万博科技职业学院位于安徽省省会合肥市，由合肥育仁教育管理有限责任公司举办，接受安徽省教育厅的业务指导。2000年经安徽省人民政府批准、中华人民共和国教育部备案，正式成立具有独立颁发高等教育学历证书全日制普通高等职业院校。

## 校史沿革
2000年，经安徽省人民政府批准、教育部备案，成立民办万博科技职业学院。
2015年1月13日，安徽省人民政府同意该校更名为“安徽对外经贸职业学院”。但该校至今未更名，教育部备案名仍为“民办万博科技职业学院”。